# L'avvocato delle donne
L'avvocato delle donne è una serie televisiva, andata in onda su Rai 2 nel 1997, con protagonista Mariangela Melato e liberamente ispirata al libro omonimo di Tina Lagostena Bassi.
La Sigla Niente è come Te scritta da Pasquale Panella e Luis Bacalov è interpretata da Barbara Cola.

## Trama
L'avvocato Irene Salvi si occupa di donne che sono state delegittimate dal diritto di avere giustizia. Irene, donna tutta d'un pezzo e professionista in gamba, vive però dei gravi problemi nell'ambito familiare: dopo il divorzio, è divenuta l'unica tutrice di suo figlio Lorenzo, affetto da una grave agorafobia. Ad assisterla nelle sue vicende ci sono la fidata domestica Teresa, l'amica del cuore e socia Giulia, la giovane avvocatessa Alice e il collaboratore Fausto. Quando Irene, fino ad allora totalmente assorbita dai suoi impegni di madre e avvocato, conosce il magistrato Sandro Gruber, cerca di resistere ai sentimenti che prova nei suoi confronti ma a poco a poco riesce a lasciarsi andare ad una nuova relazione.

## Episodi

### Caterina
Caterina, una trentenne che ha perso suo figlio in un incidente stradale, si rivolge ad Irene per fare causa al professor Sforza, un noto primario che ha commesso un errore medico compromettendo totalmente la sua possibilità di avere altri figli. La fama e la rispettabilità di Sforza sono dei grossi ostacoli, ma Irene cerca in ogni modo di dare giustizia a Caterina.

### Barbara
Barbara, giovane adolescente ribelle, viene accusata dai genitori della scomparsa della sua sorellina Nadia. La bambina infatti aveva chiesto a Barbara di portarla via di casa per sfuggire ad un ambiente familiare tragico e ostile. Irene, che si occupa di difendere Barbara, cerca di dimostrare che dietro la scomparsa di Nadia ci sia l'ombra della pedofilia.

### Laura
Laura, moglie di uno stimato docente universitario, chiede aiuto a Irene per denunciare suo marito Alberto. La donna infatti è vittima di continue violenze da parte del coniuge e teme per la custodia della figlia Chiara, affidata alla nonna paterna durante il processo. L'immagine specchiata di Alberto fa sì che Laura non venga creduta e anzi la difesa cerca di dimostrare la sua instabilità mentale, ma Irene continua a credere alla sua cliente e cerca di dimostrarne la sincerità.

### Cinzia
Cinzia, giovane ragazza di provincia trasferitasi a Roma per motivi di studio, viene trovata da Alice in stato di shock nella metropolitana. Dopo alcune ritrosie, la ragazza confessa di essere stata violentata in pieno giorno da tre balordi e che nessuno abbia fatto nulla per fermare il brutale stupro. Irene difende Cinzia in tribunale, ma la difesa degli stupratori tenta di ribaltare la situazione accusando Cinzia di essere una mitomane e facendo leva sull'inverosimiglianza di uno stupro commesso in mezzo alla folla.

### Rosina
Rosina, umile donna delle pulizie, viene accusata dell'omicidio del marito, trovato ucciso nella sua automobile con moltissime coltellate. La donna vive con sua figlia, affetta da problemi psichici, e teme per il futuro della bambina se lei verrà incriminata. Irene è convinta dell'innocenza di Rosina, ma una serie di prove e rivelazioni porta alla luce una verità drammatica e sconvolgente.

### Adriana
Adriana, contessa sposata con un ricco gioielliere, viene accusata dell'omicidio di Marika, una prostituta polacca con cui suo marito aveva una relazione. Marika è stata trovata sfigurata in un bosco, per questo Irene sospetta che in realtà la vittima sia un'altra ragazza e che Marika sia tenuta prigioniera dai suoi sfruttatori.